# Малый кубинский незофонт
Малый кубинский незофонт (лат. Nesophontes submicrus) — вымершее млекопитающее из рода Незофонты отряда Насекомоядные.
Обитал на Кубе, где был описан Оскаром Арредондо в 1970 году по костным останкам, обнаруженным в 1961 году в пещере Cueva de la Santa в районе пляжа Бакуранао недалеко от Гаваны.
Причины исчезновения неясны.